# A második világháború legeredményesebb magyar katonai pilótáinak listája
A II. világháború alatt a Magyar Királyi légierőben szolgáló legkiemelkedőbb teljesítményt nyújtó magyar pilóták listája.

## B
- Bánfalvy István
- Bánlaky György
- Bardon Pál[1]
- Bejczy József
- Buday Lajos

## Cs
- Cserny Miklós
- Csukás Kálmán

## D
- Dániel László
- Debrődy György

## F
- Fábián István
- Flóznik Ervin
- Forró Pál
- Füleky Béla

## H
- Hautzinger Sándor
- Heppes Aladár
- Horthy István

## I
- Irányi Pál

## K
- Kálmán István
- Karátsonyi Mihály
- Kenyeres Miklós
- Kiss Ernő
- Kovács Pál
- Krascsenics Lajos
- Krón István

## L
- Lőrincz Mátyás

## M
- Majoros Kornél
- Málik József
- Málnássy Ferenc
- Máthé László
- Mátyás János
- Michna György
- vitéz Molnár László

## N
- Nánási Kálmán
- Németh Endre

## P
- Palotás József
- Pánczél Imre
- Papp Tibor
- Pottyondy László
- Pintér Gyula

## R
- Róza János

## S
- Simorjay András
- Szentgyörgyi Dezső
- Szeverényi Kálmán
- Szikora Pál László
- Sűrű Béla

## T
- Tobak Tibor
- Tóth Lajos

## U
- Újszászy György